# Zwitsers referendum 1866

Het Zwitsers referendum van 1866 vond plaats in Zwitserland op 14 januari 1866. De Zwitsers konden zich uitspreken over negen onderwerpen, waarvan er slechts één de vereiste dubbele meerderheid behaalde, namelijk het voorstel voor de gelijke verblijfsrechten voor Joden en genaturaliseerden.

## Achtergrond
Ieder onderwerp had een dubbele meerderheid nodig om te worden goedgekeurd. Zowel de bevolking als de kantons dienden immers de voorstellen aan te nemen. De beslissing van een kanton was gebaseerd op de beslissing van meerderheid de kiezers in dat kanton. Hele kantons hebben daarin één stem, halfkantons slechts een halve.

## Resultaten

### Wet op de maten en de gewichten
| Keuze           | Bevolking | Bevolking | Kantons | Kantons | Kantons |
| Keuze           | Stemmen   | %         | Vol     | Half    | Totaal  |
| --------------- | --------- | --------- | ------- | ------- | ------- |
| Voor            | 159,182   | 50.4      | 8       | 3       | 9.5     |
| Tegen           | 156,396   | 49.6      | 11      | 3       | 12.5    |
| Ongeldig/blanco |           | –         | –       | –       | –       |
| Totaal          | 315,578   | 100       | 19      | 6       | 22      |

### Gelijke verblijfsrechten voor Joden en genaturaliseerden
| Keuze           | Bevolking | Bevolking | Kantons | Kantons | Kantons |
| Keuze           | Stemmen   | %         | Vol     | Half    | Totaal  |
| --------------- | --------- | --------- | ------- | ------- | ------- |
| Voor            | 170,032   | 53.2      | 11      | 3       | 12.5    |
| Tegen           | 149,401   | 46.8      | 8       | 3       | 9.5     |
| Ongeldig/blanco |           | –         | –       | –       | –       |
| Totaal          | 319,433   | 100       | 19      | 6       | 22      |

### Gemeentelijk stemrecht
| Keuze           | Bevolking | Bevolking | Kantons | Kantons | Kantons |
| Keuze           | Stemmen   | %         | Vol     | Half    | Totaal  |
| --------------- | --------- | --------- | ------- | ------- | ------- |
| Voor            | 137,321   | 43.1      | 7       | 2       | 8       |
| Tegen           | 181,441   | 56.9      | 12      | 4       | 14      |
| Ongeldig/blanco |           | –         | –       | –       | –       |
| Totaal          | 318,762   | 100       | 19      | 6       | 22      |

### Belastingen en burgerlijke rechten
| Keuze           | Bevolking | Bevolking | Kantons | Kantons | Kantons |
| Keuze           | Stemmen   | %         | Vol     | Half    | Totaal  |
| --------------- | --------- | --------- | ------- | ------- | ------- |
| Voor            | 125,924   | 39.9      | 8       | 2       | 9       |
| Tegen           | 189,830   | 60.1      | 11      | 4       | 13      |
| Ongeldig/blanco |           | –         | –       | –       | –       |
| Totaal          | 315,754   | 100       | 19      | 6       | 22      |

### Kantonnaal stemrecht
| Keuze           | Bevolking | Bevolking | Kantons | Kantons | Kantons |
| Keuze           | Stemmen   | %         | Vol     | Half    | Totaal  |
| --------------- | --------- | --------- | ------- | ------- | ------- |
| Voor            | 153,469   | 48.1      | 9       | 2       | 10      |
| Tegen           | 165,679   | 51.9      | 10      | 4       | 12      |
| Ongeldig/blanco |           | –         | –       | –       | –       |
| Totaal          | 319,148   | 100       | 19      | 6       | 22      |

### Religieuze en culturele vrijheid
| Keuze           | Bevolking | Bevolking | Kantons | Kantons | Kantons |
| Keuze           | Stemmen   | %         | Vol     | Half    | Totaal  |
| --------------- | --------- | --------- | ------- | ------- | ------- |
| Voor            | 157,629   | 49.2      | 10      | 2       | 11      |
| Tegen           | 162,992   | 50.8      | 9       | 4       | 11      |
| Ongeldig/blanco |           | –         | –       | –       | –       |
| Totaal          | 320,621   | 100       | 19      | 6       | 22      |

### Strafrecht
| Keuze           | Bevolking | Bevolking | Kantons | Kantons | Kantons |
| Keuze           | Stemmen   | %         | Vol     | Half    | Totaal  |
| --------------- | --------- | --------- | ------- | ------- | ------- |
| Voor            | 108,364   | 34.2      | 6       | 1       | 6.5     |
| Tegen           | 208,619   | 65.8      | 13      | 5       | 15.5    |
| Ongeldig/blanco |           | –         | –       | –       | –       |
| Totaal          | 316,983   | 100       | 19      | 6       | 22      |

### Auteursrecht
| Keuze           | Bevolking | Bevolking | Kantons | Kantons | Kantons |
| Keuze           | Stemmen   | %         | Vol     | Half    | Totaal  |
| --------------- | --------- | --------- | ------- | ------- | ------- |
| Voor            | 137,476   | 43.7      | 8       | 3       | 9.5     |
| Tegen           | 177,386   | 56.3      | 11      | 3       | 12.5    |
| Ongeldig/blanco |           | –         | –       | –       | –       |
| Totaal          | 314,862   | 100       | 19      | 6       | 22      |

### Verbod op gokken en loterijen
| Keuze           | Bevolking | Bevolking | Kantons | Kantons | Kantons |
| Keuze           | Stemmen   | %         | Vol     | Half    | Totaal  |
| --------------- | --------- | --------- | ------- | ------- | ------- |
| Voor            | 139,062   | 44.0      | 8       | 3       | 9.5     |
| Tegen           | 176,788   | 56.0      | 11      | 3       | 12.5    |
| Ongeldig/blanco |           | –         | –       | –       | –       |
| Totaal          | 315,850   | 100       | 19      | 6       | 22      |